# Sportverein Meppen 1912 1996-1997
Questa voce raccoglie le informazioni riguardanti lo Sportverein Meppen 1912 nelle competizioni ufficiali della stagione 1996-1997.

## Stagione
Nella stagione 1996-1997 il Meppen, allenato da Paul Linz, concluse il campionato di 2. Bundesliga al 10º posto. In Coppa di Germania il Meppen fu eliminato agli ottavi di finale dal Friburgo.

## Rosa
| N. |                         | Ruolo | Calciatore      |
| -- | ----------------------- | ----- | --------------- |
| 5  | Germania (bandiera)     | D     | Bernd Deters    |
| 10 | Finlandia (bandiera)    | C     | Marko Myyry     |
| 22 | Germania (bandiera)     | D     | Eckhard Vorholt |
|    | Germania (bandiera)     | P     | Stefan Brasas   |
|    | Germania (bandiera)     | P     | Stefan Hülswitt |
|    | Germania (bandiera)     | D     | Andreas Helmer  |
|    | Germania (bandiera)     | D     | Thomas Kluge    |
|    | Germania (bandiera)     | D     | Michael Prus    |
|    | Germania (bandiera)     | C     | Thomas Böttche  |
|    | Sierra Leone (bandiera) | C     | Lamin Conteh    |
|    | Russia (bandiera)       | C     | Aleksey Kuptsov |
|    | Germania (bandiera)     | C     | Carsten Marell  |

| N. |                     | Ruolo | Calciatore        |
| -- | ------------------- | ----- | ----------------- |
|    | Germania (bandiera) | C     | Manfred Schulte   |
|    | Polonia (bandiera)  | C     | Zbigniew Szewczyk |
|    | Germania (bandiera) | C     | Markus von Ahlen  |
|    | Germania (bandiera) | C     | Holger Wehlage    |
|    | Germania (bandiera) | C     | Bernd Winter      |
|    | Croazia (bandiera)  | A     | Damir Bujan       |
|    | Germania (bandiera) | A     | Christian Claaßen |
|    | Germania (bandiera) | A     | Karsten Imort     |
|    | Germania (bandiera) | A     | Mario Lau         |
|    | Germania (bandiera) | A     | Josef Menke       |
|    | Germania (bandiera) | A     | Robert Thoben     |
|    | Germania (bandiera) | A     | Alexander Ukrow   |

## Organigramma societario
Area tecnica
- Allenatore: Paul Linz
- Allenatore in seconda:
- Preparatore dei portieri:
- Preparatori atletici:

## Calciomercato

### Sessione estiva
| Acquisti | Acquisti        | Acquisti      | Acquisti |
| R.       | Nome            | da            | Modalità |
| -------- | --------------- | ------------- | -------- |
| D        | Michael Prus    | Schalke 04    |          |
| A        | Alexander Ukrow | Kickers Emden |          |

| Cessioni | Cessioni         | Cessioni          | Cessioni |
| R.       | Nome             | a                 | Modalità |
| -------- | ---------------- | ----------------- | -------- |
| C        | Karsten Böttcher | Eintracht Treviri |          |
| D        | Harald Gärtner   | Hannover 96       |          |
| D        | Daniel Puce      | FC Wil 1900       |          |
| D        | Jan Sievers      | Oldenburg         |          |

### Sessione invernale
| Acquisti | Acquisti | Acquisti | Acquisti |
| R.       | Nome     | da       | Modalità |
| -------- | -------- | -------- | -------- |

| Cessioni | Cessioni | Cessioni | Cessioni |
| R.       | Nome     | a        | Modalità |
| -------- | -------- | -------- | -------- |

## Risultati

### 2. Bundesliga

#### Girone di andata
| Arbitro: | Fröhlich |

|               |           |             |
| Elberfeld 24’ | Marcatori | 71’ Böttche |

| Arbitro: | Koop |

|                      |           |  |
| Ukrow 50’ Marell 86’ | Marcatori |  |

| Arbitro: | Dehmelt |

|            |           |           |
| Hermel 10’ | Marcatori | 45’ Ukrow |

| Arbitro: | Friedrichs |

|            |           |                |
| Helmer 39’ | Marcatori | 87’ Kobylański |

| Arbitro: | Stark |

|  |           |            |
|  | Marcatori | 3’ Claaßen |

| Arbitro: | Neis |

|  |           |                                 |
|  | Marcatori | 40’ Hey 67’ Lipinski 88’ Dengel |

| Arbitro: | Keßler |

|           |           |           |
| Bujan 38’ | Marcatori | 47’ Reich |

| Stoccarda 28 settembre 1996, ore 15:30 CEST 8ª giornata | Kickers Stoccarda | 0 – 0 referto | Meppen | Waldau-Stadion (3 008 spett.)\| Arbitro: \| Hufgard \| |
| Arbitro:                                                | Hufgard           |               |        |                                                        |

| Meppen 7 ottobre 1996, ore 19:30 CEST 9ª giornata | Meppen    | 0 – 0 referto | Carl Zeiss Jena | Emslandstadion (10 000 spett.)\| Arbitro: \| Werthmann \| |
| Arbitro:                                          | Werthmann |               |                 |                                                           |

| Krefeld 12 ottobre 1996, ore 15:30 CEST 10ª giornata | Uerdingen 05 | 0 – 0 referto | Meppen | Grotenburg Stadion (5 624 spett.)\| Arbitro: \| Wendorf \| |
| Arbitro:                                             | Wendorf      |               |        |                                                            |

| Arbitro: | Insam |

|                                         |           |                                         |
| Claaßen 3’, 10’, 15’ Winter 30’ Lau 73’ | Marcatori | 30’, 79’ Erhard 32’ Ouakili 66’ Demandt |

| Arbitro: | Blumenstein |

|                                  |           |                     |
| Deering 47’ Tomčić 53’ Spies 89’ | Marcatori | 34’ (aut.) Maucksch |

| Arbitro: | Fleischer |

|            |           |             |
| Claaßen 2’ | Marcatori | 18’ Schmidt |

| Arbitro: | Schmidt |

|                 |           |                                    |
| Bittencourt 85’ | Marcatori | 17’ Vorholt 22’ Claaßen 36’ Winter |

| Arbitro: | Lange |

|                           |           |  |
| von Ahlen 14’ Claaßen 73’ | Marcatori |  |

| Arbitro: | Wack |

|               |           |           |
| Vier 69’, 79’ | Marcatori | 14’ Bujan |

| Arbitro: | Keßler |

|                           |           |            |
| Claaßen 18’ von Ahlen 86’ | Marcatori | 68’ Wagner |

#### Girone di ritorno
| Arbitro: | Gettke |

|                         |           |           |
| Myyry 32’ von Ahlen 75’ | Marcatori | 76’ Etebu |

| Arbitro: | Casper |

|                                            |           |             |
| Behnert 34’ Jurgeleit 47’, 70’ Winkler 67’ | Marcatori | 23’ Claaßen |

| Arbitro: | Frey |

|                                    |           |  |
| Thoben 13’ Claaßen 16’ Vorholt 76’ | Marcatori |  |

| Arbitro: | Müller |

|             |           |  |
| Reichel 74’ | Marcatori |  |

| Arbitro: | Blumenstein |

|             |           |                   |
| Vorholt 56’ | Marcatori | 50’ (aut.) Marell |

| Colonia 27 marzo 1997, ore 19:00 CET 23ª giornata | Fortuna Colonia | 0 – 0 referto | Meppen | Südstadion (3 000 spett.)\| Arbitro: \| Wendorf \| |
| Arbitro:                                          | Wendorf         |               |        |                                                    |

| Arbitro: | Dörr |

|            |           |                         |
| Hartig 27’ | Marcatori | 67’ Vorholt 87’ Claaßen |

| Arbitro: | Schmidt |

|          |           |           |
| Prus 80’ | Marcatori | 77’ Marić |

| Arbitro: | Friedrichs |

|                              |           |            |
| Helmer 52’ (aut.) Cramer 87’ | Marcatori | 67’ Thoben |

| Arbitro: | Wezel |

|                      |           |  |
| Myyry 38’ Helmer 63’ | Marcatori |  |

| Arbitro: | Fleske |

|                                   |           |  |
| Klopp 62’ Ouakili 68’ Demandt 73’ | Marcatori |  |

| Meppen 9 maggio 1997, ore 19:00 CEST 29ª giornata | Meppen | 0 – 0 referto | Wolfsburg | Emslandstadion (7 600 spett.)\| Arbitro: \| Schütz \| |
| Arbitro:                                          | Schütz |               |           |                                                       |

| Arbitro: | Casper |

|                                   |           |  |
| Čović 6’ Weidemann 78’ Preetz 81’ | Marcatori |  |

| Meppen 22 maggio 1997, ore 19:00 CEST 31ª giornata | Meppen  | 0 – 0 referto | VfB Lipsia | Emslandstadion (5 000 spett.)\| Arbitro: \| Prengel \| |
| Arbitro:                                           | Prengel |               |            |                                                        |

| Arbitro: | Müller |

|                                                     |           |                      |
| van der Ven 28’ Choroba 41’ Papic 44’ Brinkmann 83’ | Marcatori | 19’ Ukrow 25’ Thoben |

| Arbitro: | Werthmann |

|           |           |          |
| Myyry 39’ | Marcatori | 64’ Vier |

| Arbitro: | Keßler |

|                                                                  |           |                                                           |
| Marschall 2’, 16’ Wegmann 18’ Riedl 21’, 37’ Rische 45’ Roos 76’ | Marcatori | 35’, 88’ Claaßen 40’ Thoben 70’ Myyry 79’ Kluge 84’ Bujan |

### Coppa di Germania
| Arbitro: | Hahne |

|  |           |                     |
|  | Marcatori | 55’ Vorholt 90’ Lau |

| Arbitro: | Jansen |

|                                                             |           |             |
| Ukrow 1’ Helmer 5’ Claaßen 37’ Lau 48’ Bujan 58’ Winter 59’ | Marcatori | 17’ Ekström |

| Arbitro: | Wagner |

|                                   |           |            |
| Decheiver 72’ (rig.) Spanring 86’ | Marcatori | 53’ Thoben |

## Statistiche

### Statistiche di squadra
| Competizione      | Punti | In casa | In casa | In casa | In casa | In casa | In casa | In trasferta | In trasferta | In trasferta | In trasferta | In trasferta | In trasferta | Totale | Totale | Totale | Totale | Totale | Totale | DR |
| Competizione      | Punti | G       | V       | N       | P       | Gf      | Gs      | G            | V            | N            | P            | Gf           | Gs           | G      | V      | N      | P      | Gf     | Gs     | DR |
| ----------------- | ----- | ------- | ------- | ------- | ------- | ------- | ------- | ------------ | ------------ | ------------ | ------------ | ------------ | ------------ | ------ | ------ | ------ | ------ | ------ | ------ | -- |
| 2. Bundesliga     | 44    | 17      | 7       | 9       | 1       | 24      | 15      | 17           | 3            | 5            | 9            | 20           | 33           | 34     | 10     | 14     | 10     | 44     | 48     | -4 |
| Coppa di Germania | -     | 1       | 1       | 0       | 0       | 6       | 1       | 2            | 1            | 0            | 1            | 3            | 2            | 3      | 2      | 0      | 1      | 9      | 3      | +6 |
| Totale            | 44    | 18      | 8       | 9       | 1       | 30      | 16      | 19           | 4            | 5            | 10           | 23           | 35           | 37     | 12     | 14     | 11     | 53     | 51     | +2 |

### Andamento in campionato
| Giornata  | 1 | 2 | 3 | 4 | 5 | 6  | 7 | 8  | 9  | 10 | 11 | 12 | 13 | 14 | 15 | 16 | 17 | 18 | 19 | 20 | 21 | 22 | 23 | 24 | 25 | 26 | 27 | 28 | 29 | 30 | 31 | 32 | 33 | 34 |
| --------- | - | - | - | - | - | -- | - | -- | -- | -- | -- | -- | -- | -- | -- | -- | -- | -- | -- | -- | -- | -- | -- | -- | -- | -- | -- | -- | -- | -- | -- | -- | -- | -- |
| Luogo     | T | C | T | C | T | C  | C | T  | C  | T  | C  | T  | C  | T  | C  | T  | C  | C  | T  | C  | T  | C  | T  | T  | C  | T  | C  | T  | C  | T  | C  | T  | C  | T  |
| Risultato | N | V | N | N | V | P  | N | N  | N  | N  | V  | P  | N  | V  | V  | P  | V  | V  | P  | V  | P  | N  | N  | V  | N  | P  | V  | P  | N  | P  | N  | P  | N  | P  |
| Posizione | 6 | 3 | 4 | 7 | 4 | 11 | 9 | 11 | 10 | 10 | 9  | 12 | 11 | 9  | 6  | 7  | 5  | 4  | 4  | 4  | 6  | 6  | 7  | 5  | 5  | 6  | 6  | 7  | 7  | 7  | 8  | 9  | 9  | 10 |

Legenda:

Luogo: C = Casa; T = Trasferta. Risultato: V = Vittoria; N = Pareggio; P = Sconfitta.

### Statistiche dei giocatori
| Giocatore    | 2. Bundesliga | 2. Bundesliga | 2. Bundesliga | 2. Bundesliga | Coppa di Germania | Coppa di Germania | Coppa di Germania | Coppa di Germania | Totale   | Totale | Totale      | Totale     |
| Giocatore    | Presenze      | Reti          | Ammonizioni   | Espulsioni    | Presenze          | Reti              | Ammonizioni       | Espulsioni        | Presenze | Reti   | Ammonizioni | Espulsioni |
| ------------ | ------------- | ------------- | ------------- | ------------- | ----------------- | ----------------- | ----------------- | ----------------- | -------- | ------ | ----------- | ---------- |
| S. Brasas    | 33            | 0             | 2             | 0             | 3                 | 0                 | 0                 | 0                 | 36       | 0      | 2           | 0          |
| D. Bujan     | 23            | 3             | 7             | 0             | 3                 | 1                 | 1                 | 0                 | 26       | 4      | 8           | 0          |
| T. Böttche   | 27            | 1             | 8             | 0             | 3                 | 0                 | 0                 | 0                 | 30       | 1      | 8           | 0          |
| C. Claaßen   | 34            | 13            | 3             | 0             | 3                 | 1                 | 0                 | 0                 | 37       | 14     | 3           | 0          |
| L. Conteh    | 4             | 0             | 0             | 0             | 1                 | 0                 | 0                 | 0                 | 5        | 0      | 0           | 0          |
| B. Deters    | 31            | 0             | 7             | 0             | 2                 | 0                 | 0                 | 0                 | 33       | 0      | 7           | 0          |
| A. Helmer    | 33            | 2             | 8             | 0             | 3                 | 1                 | 1                 | 0                 | 36       | 3      | 9           | 0          |
| S. Hülswitt  | 3             | 0             | 0             | 0             | 0                 | 0                 | 0                 | 0                 | 3        | 0      | 0           | 0          |
| K. Imort     | 11            | 0             | 3             | 0             | 1                 | 0                 | 0                 | 0                 | 12       | 0      | 3           | 0          |
| T. Kluge     | 6             | 1             | 0             | 0             | 1                 | 0                 | 0                 | 0                 | 7        | 1      | 0           | 0          |
| A. Kuptsov   | 3             | 0             | 0             | 0             | 0                 | 0                 | 0                 | 0                 | 3        | 0      | 0           | 0          |
| M. Lau       | 18            | 1             | 0             | 0             | 3                 | 2                 | 0                 | 0                 | 21       | 3      | 0           | 0          |
| C. Marell    | 17            | 1             | 2             | 0             | 2                 | 0                 | 1                 | 0                 | 19       | 1      | 3           | 0          |
| J. Menke     | 3             | 0             | 0             | 0             | 0                 | 0                 | 0                 | 0                 | 3        | 0      | 0           | 0          |
| M. Myyry     | 31            | 4             | 6             | 0             | 3                 | 0                 | 0                 | 0                 | 34       | 4      | 6           | 0          |
| M. Prus      | 26            | 1             | 3             | 0             | 1                 | 0                 | 0                 | 0                 | 27       | 1      | 3           | 0          |
| M. Schulte   | 23            | 0             | 7             | 2             | 3                 | 0                 | 0                 | 0                 | 26       | 0      | 7           | 2          |
| Z. Szewczyk  | 26            | 0             | 2             | 0             | 0                 | 0                 | 0                 | 0                 | 26       | 0      | 2           | 0          |
| R. Thoben    | 22            | 4             | 4             | 0             | 1                 | 1                 | 0                 | 0                 | 23       | 5      | 4           | 0          |
| A. Ukrow     | 23            | 3             | 7             | 0             | 3                 | 1                 | 1                 | 0                 | 26       | 4      | 8           | 0          |
| E. Vorholt   | 30            | 4             | 11            | 0             | 3                 | 1                 | 0                 | 0                 | 33       | 5      | 11          | 0          |
| H. Wehlage   | 3             | 0             | 0             | 0             | 0                 | 0                 | 0                 | 0                 | 3        | 0      | 0           | 0          |
| B. Winter    | 14            | 2             | 2             | 0             | 3                 | 1                 | 2                 | 0                 | 17       | 3      | 4           | 0          |
| M. von Ahlen | 21            | 3             | 7             | 0             | 0                 | 0                 | 0                 | 0                 | 21       | 3      | 7           | 0          |